# Groenendael
Groenendael (en néerlandais : Groenendaal) est un lieu-dit situé dans la partie sud de la forêt de Soignes, en Belgique. Bordé à l’est par la chaussée de La Hulpe et le Ring de Bruxelles, il fait administrativement partie de la commune de Hoeilaart (province du Brabant flamand).

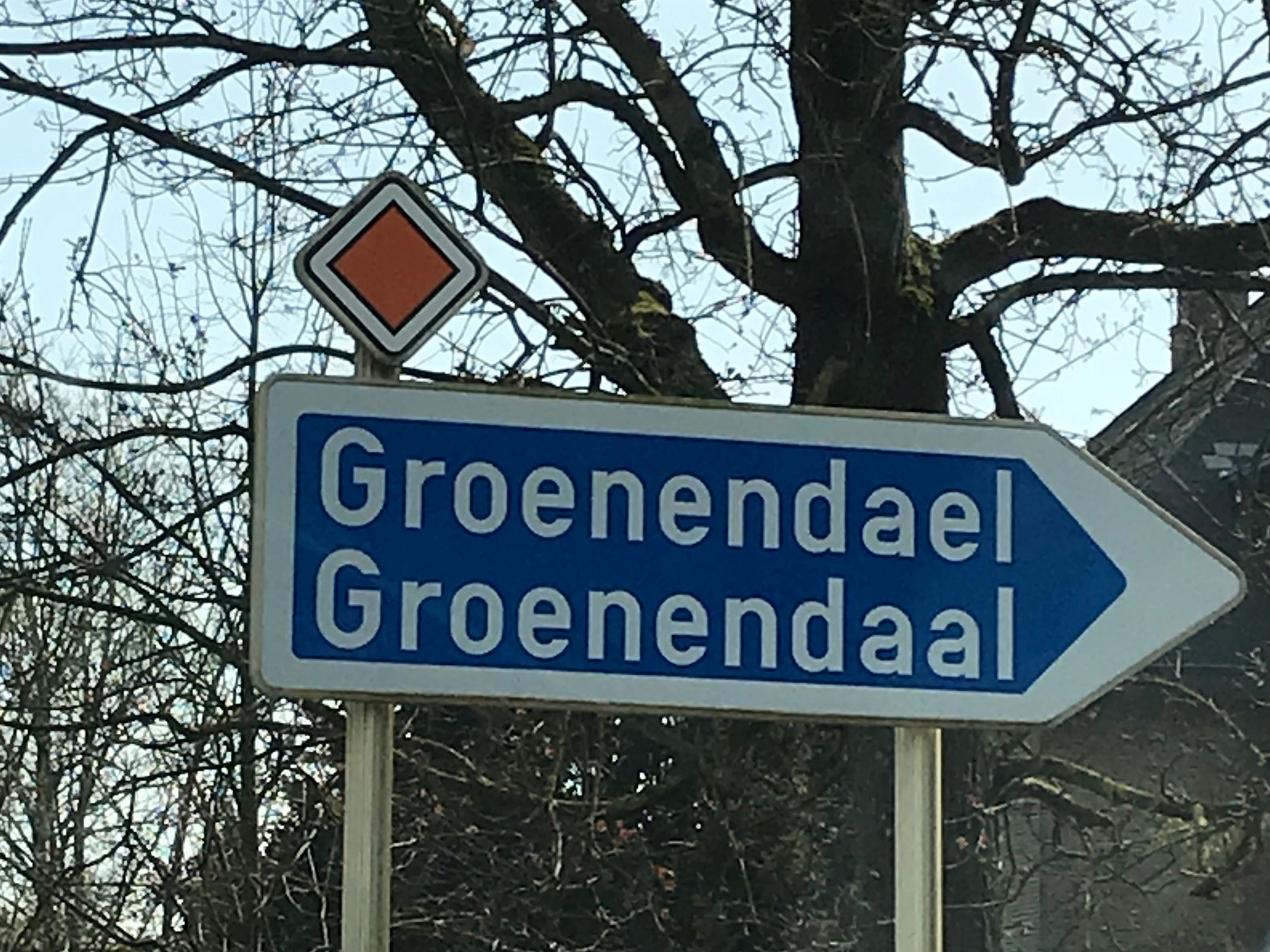
Panneau bilingue vers Groenendael

## Particularités
Groenendael a donné son nom :
- à l’ancien prieuré de Groenendael, monastère augustinien, et à la congrégation de même nom ;
- au chien de berger belge Groenendael[1] ;
- à l’hippodrome de Groenendael, fermé (pour cause de faillite) et laissé à l’abandon depuis 2001, dont la plupart des bâtiments ont été détruits en 2013 ;
- à la gare de Groenendael (qui se trouve en fait à Hoeilaart) ;
- à l'ancienne auberge Le château de Groenendael, dont la forêt privée fut mise en vente 2014 ; il s'agit de l'établissement d'où est originaire la race des chiens de berger belges Groenendael.
- L'arboretum de Groenendael qui abrite plus de 400 types d'arbres et arbustes[2].